# 규암 부풍사
규암 부풍사는 충청남도 부여군 규암면에 있다. 2006년 12월 29일 부여군의 향토문화유산 제86호로 지정되었다.

## 개요
부풍사는 김유신, 김일손, 김우항 3위를 모신 사당으로 전통적인 사우건축기법을 잘보여 주고 있어 보존적 가치가 높다